# Pellenes shoshonensis
Pellenes shoshonensis là một loài nhện trong họ Salticidae.
Loài này thuộc chi Pellenes. Pellenes shoshonensis được Willis J. Gertsch miêu tả năm 1934.